# Bùi Thức Kiên
Bùi Thức Kiên (1813-1892) là một nhà nho. Ông quê ở xã Yên Đồng, tổng Việt Yên, huyện La Sơn, phủ Đức Thọ, tỉnh Hà Tĩnh (nay thuộc xã Châu Phong, huyện Đức Thọ tỉnh Hà Tĩnh). Bùi Thức Kiên đỗ Cử nhân năm Canh Tý 1840 (niên hiệu Minh Mạng thứ 21), sau đỗ Hoàng giáp vào năm Tự Đức thứ 2 1848. Ông giữ các chức quan: Đốc học Bình Định, Phủ thừa phủ Thừa Thiên, Biện lý Lễ bộ, Tuần phủ Hưng Yên, Tham tri Lễ bộ, Tham tri Lại bộ và Tham tri Hình bộ, Thượng thư Lễ bộ, Tổng đốc Hà Ninh. Vì để thành Hà Nội thất thủ, ông bị cách chức và bị đục tên ở bia Tiến sĩ ở Huế. Sau khi mất, ông được truy phục hàm Thị lang và cho khắc lại tên ở bia Tiến sĩ.